# Wide Field and Planetary Camera 2

Egy tipikus kép a WFPC2-től, rajta a Helix Nebula egy részlete látható

A Wide Field and Planetary Camera 2 (magyarul: széles látószögű és planetáris kamera) a Hubble űrtávcsőhöz készített érzékeny tudományos műszer, mely elődjét, a WFPC1-et hivatott váltani. Építését még a Hubble indítása előtt megkezdték, Kaliforniában a Jet Propulsion Laboratory-nál.
Infravörös, látható fény és ultraibolya tartományokban volt képes megfigyeléseket végezni, valamivel szűkebb tartományban mint elődje: 120 nm-től 1000 nm-ig.
A WFCP2-vel készített képek minősége magasan felülmúlta az elődjével készített képekét, mert egyrészt modernebb volt, másrészt a berendezést felszerelték egy olyan optikai rendszerrel, mely ellensúlyozta a Hubble főtükrének hibáját.
A WFPC2 négy különálló CCD-ből állt, egy szűkebb látószögű planetáris kamerából és három széles látószögű kamerából. Ezek mindegyike 800×800-as felbontásra képes. A planetáris kamera kisebb látószöge miatt látszódik a WFPC2 képe lépcsős elrendezésűnek.
Beszerelésére az első szervizküldetésen került sor, 1993 decemberében, az STS–61es űrrepülés alatt.